# Sonar Kollektiv

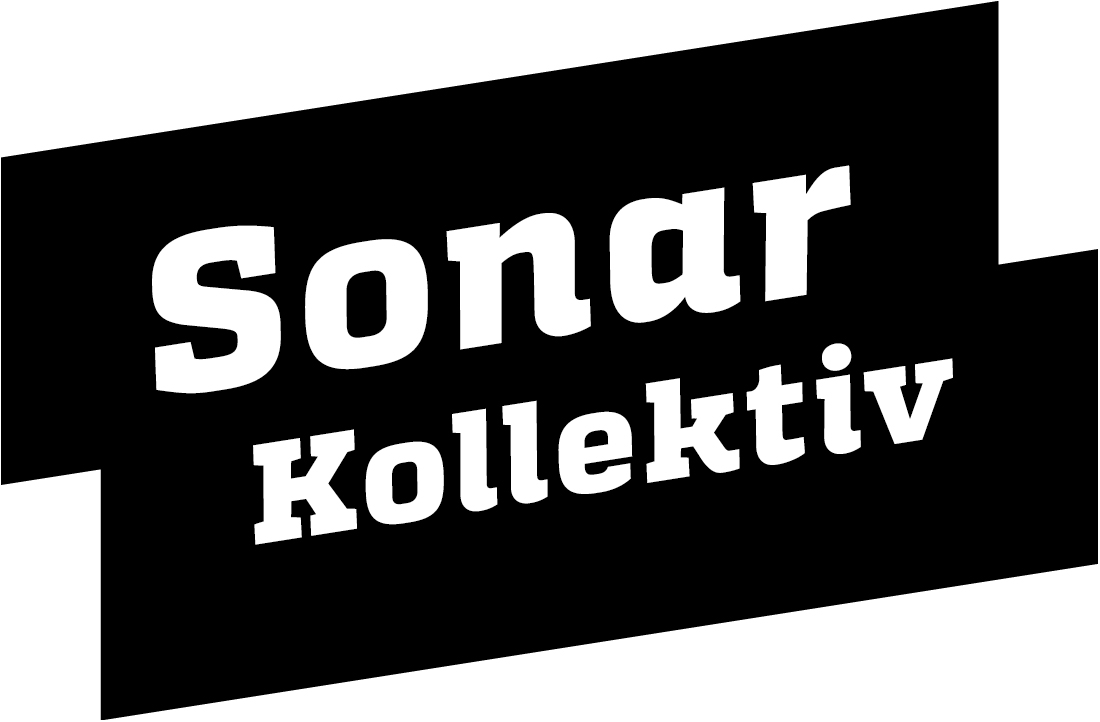
Logotipo de la marca independiente berlinesa Sonar Kollektiv

Sonar Kollektiv es un sello discográfico alemán fundado en 1997 por el colectivo Jazzanova.
La intención era crear un sello discográfico conectado a una red de distribución independiente en todo el mundo. Tiene más de 200 lanzamientos en su catálogo de artistas como Âme, Dixon, Forss, Clara Hill, Fat Freddys Drop, Benny Sings, Dimlite, Pendiente, Eva Sé, y los mismos Jazzanova, además de una exitosa serie de compilaciones llamadas Secret Love, Mixing and Broad Casting.
Sonar Kollektiv está asociado a nuevas tendencias musicales modernas como el Nu Jazz, además de la incorporación de diversas influencias que van del Dub, Jazz, sonidos de Brasil y de África, Minimal techno y House.